# Louis Cosyns
Pour les articles homonymes, voir Cosyns.
Louis Cosyns, né le 29 septembre 1952 à Saint-Amand-Montrond (Cher), est un homme politique français.

## Biographie
Il est élu député le 16 juin 2002, pour la XIIe législature (2002-2007), dans la 3e circonscription du Cher, puis réélu de justesse lors des élections législatives de juin 2007. Il faisait alors partie du groupe UMP. Il perd enfin son siège aux élections législatives de juin 2012 face à Yann Galut.
Il est de 2006 à 2016 président départemental UMP-LR. En janvier 2016, l’exécutif de la fédération départementale des Républicains du Cher est remanié et Louis Cosyns est remplacé par David Dallois.
Le 26 mai 2017, alors qu'il est candidat aux législatives pour la 3e circonscription du Cher, il percute une automobiliste à Blet et la tue sur le coup. Il se retire alors de la campagne et déclare vouloir seulement se consacrer à son mandat de maire de Dun-sur-Auron.

## Mandats
- 20 mars 1989 - 18 juin 1995 : Adjoint au Maire de Dun-sur-Auron (Cher)
- 28 mars 1994 - 18 mars 2001 : Vice-Président du Conseil général du Cher
- 19 mars 2001 - 8 juillet 2002 : Vice-Président du Conseil général du Cher

Mandat local au 16 juin 2002 :
- Maire de Dun-sur-Auron, Cher.